# Petar Klepac
Petar Klepac (rođen u selu Mali Lug podno Svete Gore) je legendarni hrvatski div nadnaravnih moći. Junak je u kojeg su ljudi predajom ugradili najbolje vrline goranskog čovjeka: 
- hrabrost,
- otpornost na nedaće,
- bistar um,
- plemenitost i
- smisao za humor.

Prema predaji na Svetoj Gori primio je čudesnu snagu kojom je pomagao slabima i nesretnima te protjerivao neprijatelje. 
Zbog opisa njegove snage se spominje da je gredu koja je bila 4,5 m dugačka, 85 cm široka i 15-20 cm visoka donio sa Svete gore za kuću koju je gradio u svom rodnom mjestu.

## Povezani clanci
- Veli Jože

## Vanjske poveznice
- Grad Čabar, zanimljivosti  Arhivirana inačica izvorne stranice od 13. rujna 2012. (Wayback Machine)
- TZ-Čabar  Arhivirana inačica izvorne stranice od 12. ožujka 2009. (Wayback Machine)
- Daljne informacije  Arhivirana inačica izvorne stranice od 29. listopada 2011. (Wayback Machine)